# Anomis involuta
Anomis involuta là một loài bướm đêm trong họ Erebidae.